# MS Sans Serif

MS Sans Serif ist eine serifenlose Rasterschriftart, entworfen von Microsoft. Sie hat ein ähnliches Design wie die Schriftarten Arial und Helvetica. Die aktuelle Version der Schriftart ist laut Copyright-Angaben datiert auf das Jahr 2012.
Die Schriftart wurde das erste Mal mit Windows 1.0 mitgeliefert, damals noch unter dem Namen Helv. In Windows 3.1 bekam die Schrift ihren heutigen Namen und wurde zur standardmäßigen Systemschrift, in Windows 2000 wurde sie schließlich von Tahoma abgelöst.
Windows 2000 enthält eine vektorisierte TrueType-Version dieser Schriftart, die Microsoft Sans Serif genannt wird und bis heute in Windows für Dialogboxen benutzt wird. Sie unterstützt neben lateinischen Schriftzeichen auch Griechisch, Kyrillisch, Hebräisch, Arabisch und Thai.
Microsoft Sans Serif wurde auch mit Mac OS X 10.5 ("Leopard") mitgeliefert. Dies zusammen mit anderen Schriftarten, die vorher nur auf Microsoft-Systemen verfügbar waren.